# Hjulkvarn, Trollhättan
Hjulkvarn är en stadsdel i Trollhättan nordost om Centrala staden.
Större delen av stadsdelen kallas Egnahem och består av villor, som uppfördes från 1907 och under de närmast följande decennierna, huvudsakligen av arbetare som byggde själva. Idag är det ett av stadens mest eftersökta bostadsområden.
Inom stadsdelen finns också ett mindre område med flerfamiljshus, byggda omkring 1950, som kallas Skrälleberg eller Götalunden. Det senare namnet bärs också av kyrkan och begravningsplatsen som ligger intill.
Hjulkvarn har omkring 1.600 invånare, varav två tredjedelar inom egnahemsområdet. 